# Kim Dong-suk
Đây là một tên người Triều Tiên, họ là Kim.
Kim Dong-Suk (tiếng Hàn: 김동석; sinh ngày 26 tháng 3 năm 1987) là một cầu thủ bóng đá Hàn Quốc hiện tại thi đấu cho Incheon United.

## Sự nghiệp câu lạc bộ
Anh gia nhập Anyang LG Cheetahs năm 2003 khi chỉ mới 16 tuổi. Anh có màn ra mắt năm 2006, nhưng anh không ra sân thường xuyên cho đến mùa giải 2007. Cùng với vụ chuyển nhượng đến Ulsan Hyundai Horang-i năm 2008, Kim không thể có chỗ đứng ở vòng một trong đội hình Ulsan, chỉ đá 6 trận trong mùa đó. Anh được cho mượn đến Daegu FC thi đấu mùa giải 2010.

## Sự nghiệp quốc tế
Kim Dong-Suk là thành viên của đội hình Giải vô địch bóng đá U-20 thế giới 2007, không thể giành chức vô địch ở giải đấu.

## Thống kê sự nghiệp câu lạc bộ
| Thành tích câu lạc bộ | Thành tích câu lạc bộ | Thành tích câu lạc bộ | Giải vô địch | Giải vô địch | Cúp     | Cúp     | Cúp Liên đoàn | Cúp Liên đoàn | Châu lục | Châu lục | Tổng cộng | Tổng cộng |
| Mùa giải              | Câu lạc bộ            | Giải vô địch          | Trận         | Bàn          | Trận    | Bàn     | Trận          | Bàn           | Trận     | Bàn      | Trận      | Bàn       |
| Hàn Quốc              | Hàn Quốc              | Hàn Quốc              | Giải vô địch | Giải vô địch | Cúp KFA | Cúp KFA | Cúp Liên đoàn | Cúp Liên đoàn | Châu Á   | Châu Á   | Tổng cộng | Tổng cộng |
| --------------------- | --------------------- | --------------------- | ------------ | ------------ | ------- | ------- | ------------- | ------------- | -------- | -------- | --------- | --------- |
| 2003                  | Anyang LG Cheetahs    | K League 1            | 0            | 0            | 0       | 0       | 0             | 0             | -        | -        | 0         | 0         |
| 2004                  | FC Seoul              | K League 1            | 0            | 0            | 0       | 0       | 0             | 0             | -        | -        | 0         | 0         |
| 2005                  | FC Seoul              | K League 1            | 0            | 0            | 0       | 0       | 0             | 0             | -        | -        | 0         | 0         |
| 2006                  | FC Seoul              | K League 1            | 1            | 0            | 2       | 0       | 6             | 0             | -        | -        | 9         | 0         |
| 2007                  | FC Seoul              | K League 1            | 21           | 2            | 1       | 0       | 7             | 0             | -        | -        | 29        | 2         |
| 2008                  | Ulsan Hyundai         | K League 1            | 4            | 0            | 0       | 0       | 2             | 0             | -        | -        | 6         | 0         |
| 2009                  | Ulsan Hyundai         | K League 1            | 0            | 0            | 0       | 0       | 0             | 0             | 0        | 0        | 0         | 0         |
| 2010                  | Daegu FC              | K League 1            | 18           | 1            | 0       | 0       | 1             | 0             | -        | -        | 19        | 1         |
| 2011                  | Ulsan Hyundai         | K League 1            |              |              |         |         |               |               | -        | -        |           |           |
| Tổng cộng sự nghiệp   | Tổng cộng sự nghiệp   | Tổng cộng sự nghiệp   | 44           | 3            | 3       | 0       | 16            | 0             |          |          | 63        | 3         |